# Pétaouchnok
Pour plus de détails, voir Fiche technique et Distribution.
Pétaouchnok est une comédie française réalisée par Édouard Deluc et sortie en 2022.

## Synopsis
« Au cœur des Pyrénées, deux amis ont l'idée du siècle pour se sortir de la précarité : lancer une chevauchée fantastique à travers la montagne, pour touristes en mal de nature, de silence, d'aventure. »

— Allociné

### Langue française
Le mot "petaouchnok" est d'origine ancienne, employé dans le langage populaire pour désigner un endroit très éloigné, voire inaccessible ou mythique.

## Fiche technique
- Titre original : Pétaouchnok
- Réalisation : Édouard Deluc
- Scénario : Édouard Deluc et Nathalie Najem
- Musique : Herman Dune
- Direction artistique : Olivier Geyer
- Décors : Mathieu Menut
- Costumes : Céline Guignard-Rajot
- Photographie : Jeanne Lapoirie
- Son : Mathieu Villien, Niels Baletta et Sandy Notarianni
- Montage : Guerric Catala
- Production : Emmanuel Agneray
- Sociétés de production : Bizibi, France 2 Cinéma et Apollo Films
- Société de distribution : Apollo Films (France), Pulsar Content (International)
- | Médias externes |                                                             |
| Images          |                                                             |
|                 | Affiche du film sur le site Allociné                        |
| Vidéos          |                                                             |
|                 | bande-annonce du film sur le compte YouTube de Apollo Films |Pays de production :  France
- Langue originale : français
- Format : couleur — 2,35:1
- Genre : comédie
- Durée : 95 minutes
- Dates de sortie :
  - France : 25 octobre 2022 (Montpellier) ; 9 novembre 2022 (sortie nationale)

## Distribution
- Pio Marmaï : Ludo
- Philippe Rebbot : Richard Catala
- Camille Chamoux : Agnès
- Pablo Pauly : Jonas
- Moussa Mansaly : Ali
- Olivia Côte : Sophie
- Sami Ameziane : Fred, le père de Tom
- Délia Espinat-Dief : Valentine
- Léa Py : Léa
- Jules Wolff : Tom
- Emilio Zurano : Kevin
- Mona Richard : Suzy
- Fabien Rasplus : Dom
- Omar Cachaca-Marino : Le chaman
- Pasquale d'Inca : Esteban
- Margo Santée : Mme Catala
- Anne Bourgès : La directrice de l'EHPAD
- Gabrielle Lelaquais-Malhappe : Gaby
- Juliette Fournis : Mme Carhait
- Séverine Astel : Nathalie
- Gérard Dubouche : Pedro
- Delphine Alvado : La patronne du refuge
- Zem-Zem Bizot : Danseuse brésilienne
- Violeta Kreimer : Journaliste
- Mar Sodupe : Médecin du dispensaire

## Accueil

### Accueil critique
En France, le site Allociné donne une moyenne de 3,1⁄5, après avoir recensé 8 titres de presse.

### Box-office
Pour son premier jour d'exploitation en France, Pétaouchnok réalise 7 027 entrées dont 2 361 en avant-première. Le film se classe cinquième du box-office des nouveautés, derrière Riposte féministe (8 341) et devant Seul autour du monde (3 472).

## Autour du film
Le réalisateur Édouard Deluc réunit ici trois comédiens de son téléfilm Temps de chien ! : Philippe Rebbot, Pablo Pauly et Jules Wolff.